# Cordon-noir du Maranon
Melanopareia maranonica
Espèce
Synonymes
- Melanopareia elegans maranonica[2]
- Melanopareia maranonicus[2]

Statut de conservation UICN

 LC  : Préoccupation mineure
Le Cordon-noir du Maranon (Melanopareia maranonica) est une espèce de passereaux de la famille des Melanopareiidae.
Son aire s'étend à travers la vallée du río Marañón du nord du Pérou et du sud de l'Équateur.